# Пронзительный (эсминец, 1914)
«Пронзительный» — эскадренный миноносец типа «Дерзкий», построенный по «Программе спешного усиления Черноморского флота» и принадлежавший к числу эскадренных миноносцев типа «Новик».

## Строительство
Зачислен в списке судов Черноморского флота 11 октября 1911 года. Заложен на стапеле завода «Наваль» 18 октября 1913 года, спущен на воду 2 марта 1914 года. В начале сентября 1914 года, после завершения швартовых испытаний, перешёл из Николаева в Севастополь для окончательной достройки и приёмных испытаний. 11 октября 1914 года «Пронзительный» был принят в состав 1-го дивизиона Минной бригады Черноморского флота.

## История службы

### Служба в Российском Императорском флоте.
Первый выход эсминца в боевой поход для перехвата и уничтожения кораблей противника состоялся 16-18 октября 1914 года. До завершения 1914 года в составе 1-го дивизиона эсминец «Пронзительный» совершил ещё 7 походов к берегам Турции для обстрела побережья Угольного района, уничтожения турецких каботажных судов и выполнения минных постановок. 1915 год «Пронзительный» встретил в море.
В 1915 году корабль совершил 23 боевых похода для обстрела побережья Турции, уничтожения турецких судов, охраны походов линейных кораблей и авиатранспортов. По результатам походов было уничтожено 120 парусных и паровых турецких судов.
Были также потоплены совместно с другими эсминцами условно-боевые корабли: старые малоразмерные канонерские лодки «Таскепрю» и «Езгар» водоизмещением около 200т, использовавшиеся во вспомогательных целях, (28 ноября 1915 года в бою у острова Кефкен), принял участие в расстреле пустого корпуса подводной лодки UC-13, которая недостаточно осведомленными авторами иногда упоминается как US-13 (18 декабря). Корабль имел эпизодические непродолжительные столкновения с немецким лёгким крейсером «Бреслау», находившимся в это время на турецкой службе под названием «Мидилли». В отличие от других эсминцев типа «Дерзкий», «Пронзительный» активно привлекался к боевой службе и во второй половине 1915 года.
В кампанию 1916 года «Беспокойный» совершил 20 боевых походов для обстрела турецкого и румынского побережья, минных постановок, обеспечения походов линейных кораблей и авиатранспортов, перевозок войск. При этом было потоплено 160 турецких парусных и паровых судов. В мае 1917 года «Пронзительный» совершил 2 боевых похода на минные постановки, более в море до конца года не выходил.

### Служба во время Гражданской войны
6 декабря 1917 года «Пронзительный» вошёл в состав Красного Черноморского флота, а в январе 1918 года принял участие в установлении советской власти в Феодосии.
С помощью миноносцев «Фидониси», «Звонкий» и «Пронзительный» в Феодосии красногвардейцы и матросы также подавили татарское выступление в конце апреля 1918.
После предъявления 25 апреля 1918 года советскому правительству германским командованием ультиматума о сдаче Черноморского флота, 29 апреля 1918 года «Пронзительный» вместе с частью кораблей ушёл из Севастополя в Новороссийск. 18 июня 1918 года экипаж корабля принял решение затопить корабль в Цемесской бухте на глубине 31 метр, и решение было исполнено. В 1926 году ЭПРОНом была предпринята попытка подъёма эсминца, закончившаяся неудачей и разрушением последнего. В 1939—1941 годах с корабля были подняты котлы и механизмы. Остатки корпуса «Пронзительного» были подняты по частям в 1965 году, после чего сданы Главвторчермету для демонтажа и разборки на металл.

## Командиры
- капитан 2-го ранга, капитан 1-го ранга Борсук (3 марта 1914 года — 28 ноября 1916 года);
- капитан 2-го ранга Бубнов 1-й В. В. (28 ноября 1916 года — апрель 1917 года);
- капитан 2-го ранга Каллистов Н. Д. (апрель — декабрь 1917 года);
- лейтенант Бессмертный Б. С. (декабрь 1917 года — 18 июня 1918 года)[3].

## В культуре
События революции и начального этапа гражданской войны в России, в которых активно принимал участие экипаж «Пронзительного» нашли отражение в стихотворении Максимилиана Волошина «Матрос».
Широколиц, скуласт, угрюм,
Голос осиплый, тяжкодум,
В кармане — браунинг и напилок,
Взгляд мутный, злой, как у дворняг,
Фуражка с лентою «Варяг»,
Сдвинутая на затылок.
Татуированный дракон
Под синей форменной рубашкой,
Браслеты, в перстне кабошон,
И красный бант с алмазной пряжкой.
При Керенском, как прочий флот,
Он был правительству оплот,
И Баткин был его оратор,
Его герой — Колчак. Когда ж
Весь черноморский экипаж
Сорвал приезжий агитатор,
Он стал большевиком, и сам
На мушку брал да ставил к стенке,
Топил, устраивал застенки,
Ходил к кавказским берегам
С «Пронзительным» и с «Фидониси»,
Ругал царя, грозил Алисе;
Входя на миноноске в порт,
Кидал небрежно через борт:
«Ну как? Буржуи ваши живы?»
Устроить был всегда непрочь
Варфоломеевскую ночь,
Громил дома, ища поживы,
Грабил награбленное, пил,
Швыряя керенки без счета,
И вместе с Саблиным топил
Последние остатки флота.Так целый год прошел в бреду.
Теперь, вернувшись в Севастополь,
Он носит красную звезду
И, глядя вдаль на пыльный тополь,
На Инкерманский известняк,
На мертвый флот, на красный флаг,
На илистые водоросли
Судов, лежащих на боку,
Угрюмо цедит земляку:
«Возьмем Париж… весь мир… а после
Передадимся Колчаку».